# Vauxhall Velox
Der Vauxhall Velox ist eine Limousine der oberen Mittelklasse, die Vauxhall 1948 als Nachfolger des Vauxhall 14/6 auf den Markt brachte.

## Modelle

### Modell LIP (1948–1951)

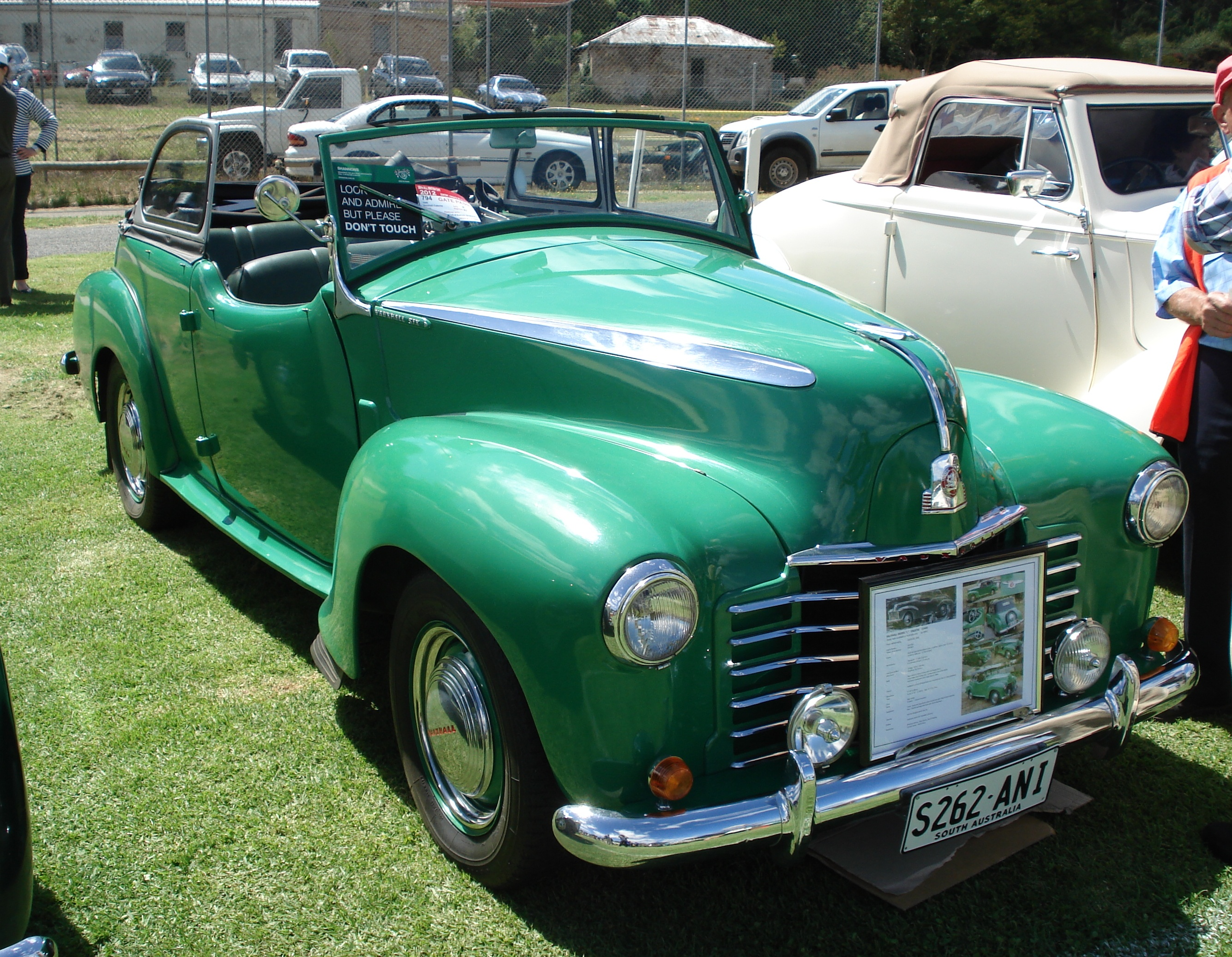
Vauxhall Velox Caleche LIP Tourenwagen (Australien)

Die viertürige Limousine hat einen neu entwickelten 6-Zylinder-OHV-Reihenmotor mit 2275 cm³ Hubraum und 54 bhp (39,7 kW). Die Vorderräder sind an geschobenen Schwingen geführt und torsionsstabgefedert (Dubonnet-Federung); die angetriebene hintere Starrachse ist an Halbelliptikfedern aufgehängt. Der Wagen erreicht eine Höchstgeschwindigkeit von 119 km/h. In der gleichen Karosserie wurde der Vauxhall Wyvern mit kleinerem Motor angeboten. In Australien gab es neben der Limousine auch einen Tourenwagen.

### Modell EIP/EIPV (1951–1957)

#### Modell EIP (1951–1952)
1951 bekam der Velox eine neu entwickelte, selbsttragende Pontonkarosserie. Der Motor des Vorgängermodells wurde zwar übernommen, leistet aber mit 55 bhp (41 kW) etwas mehr. Die Dubonnet-Aufhängung vorne wurde durch Doppelquerlenker mit Schraubenfedern ersetzt, die Höchstgeschwindigkeit stieg auf 129 km/h. Auch in dieser Karosserie war ein Vauxhall Wyvern erhältlich.

#### Modell EIP/EIPV (1952–1957)

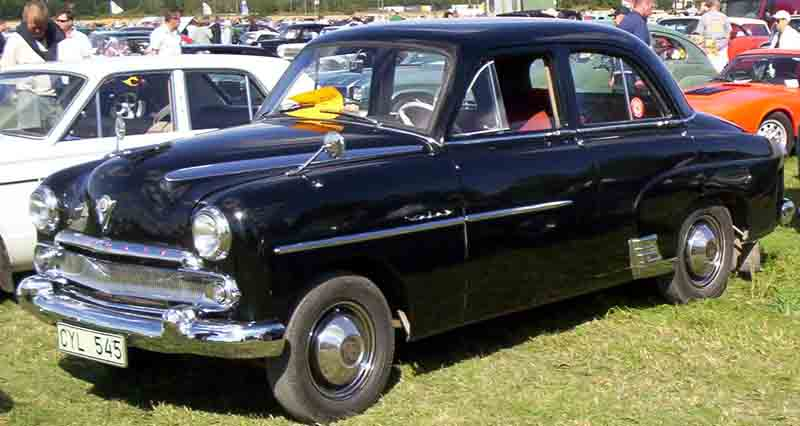
Vauxhall Velox EIPV (1955)

Im Jahr nach dem Erscheinen des ersten Pontonmodells erhielt dieses einen neuen Motor mit 2262 cm³ und wahlweise 64 bhp (48 kW) oder 67,5 bhp (40 kW) Leistung. Das Schwestermodell Vauxhall Wyvern machte eine ähnliche Wandlung durch. Im Oktober 1954 erhielt der Wagen dann die erste große Modellpflege (EIPV). Am auffälligsten war die völlige Neugestaltung der Front. Jedoch die wichtigste Änderung war die Einführung eines "de Luxe" Modells mit Namen "Cresta". Diese Version unterschied sich durch bessere Ausstattung und Zwei-Farben-Lackierung vom Velox. Im Oktober 1955 sowie im Oktober 1956 folgten weitere Veränderungen an der Karosserie. Technisch blieb der Velox jedoch bis zu seiner Ablösung durch die PA-Serie im Oktober 1957 unverändert. Das eng mit Vauxhall verbundene Karosseriebauunternehmen Grosvenor stellte 1956 eine Kombiversion des Velox vor, die allerdings nicht in Serie ging.

### Modell PAS/PASY (1958–1960)

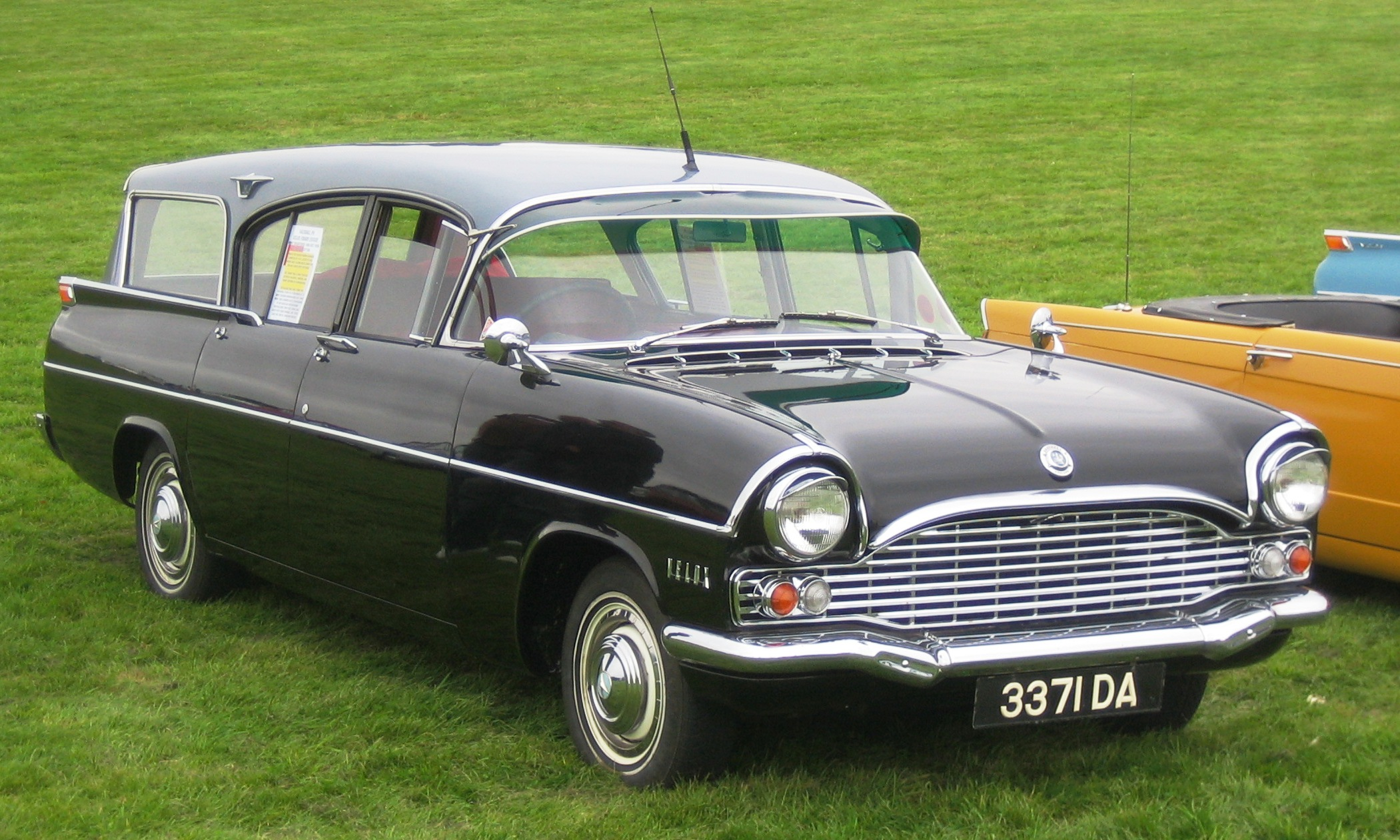
Vauxhall Velox PASY Estate (1959) von Friary Motors

Im Oktober 1957 wird die PA-Serie als Velox und Cresta mit einer völlig neuen hochmodernen Karosserie mit Heckflossen und Panoramascheiben vorgestellt. Der Motor des Vorgängermodells wird leicht modifiziert und leistet in diesem Fahrzeug 82,5 bhp (61,5 kW). Das Schwestermodell Cresta unterscheidet sich vom Velox durch bessere Ausstattung und Zwei-Farben-Lackierung. Im Oktober 1959 gibt es das erste Facelift. Der Kühlergrill wird wesentlich größer und die dreiteilige Panoramaheckscheibe weicht einer einteiligen. Vauxhall ändert die Technik des Fahrzeugs im Oktober 1960. Mit Werksunterstützung baute Friary Motors in Basingstoke einige Limousinen in Kombiwagen um.

### Modell PASX (1961–1962)
Im Oktober 1960 gibt es ein weiteres Facelift, bei dem die Zierleistengestaltung und die Heckleuchten verändert werden. In diesem Zuge wird auch ein neuer Motor eingeführt: Er hat 2651 cm³ Hubraum und leistet 94,6 bhp (70,5 kW). Damit erreicht der Velox 150 km/h. Gleichzeitig wird auch ein fünftüriger Kombi ins Programm genommen. Auch der Cresta macht diese Wandlung mit.
Das Modell wird in dieser Form bis zum Oktober 1962 gebaut und dann von der neuen PB-Serie abgelöst.

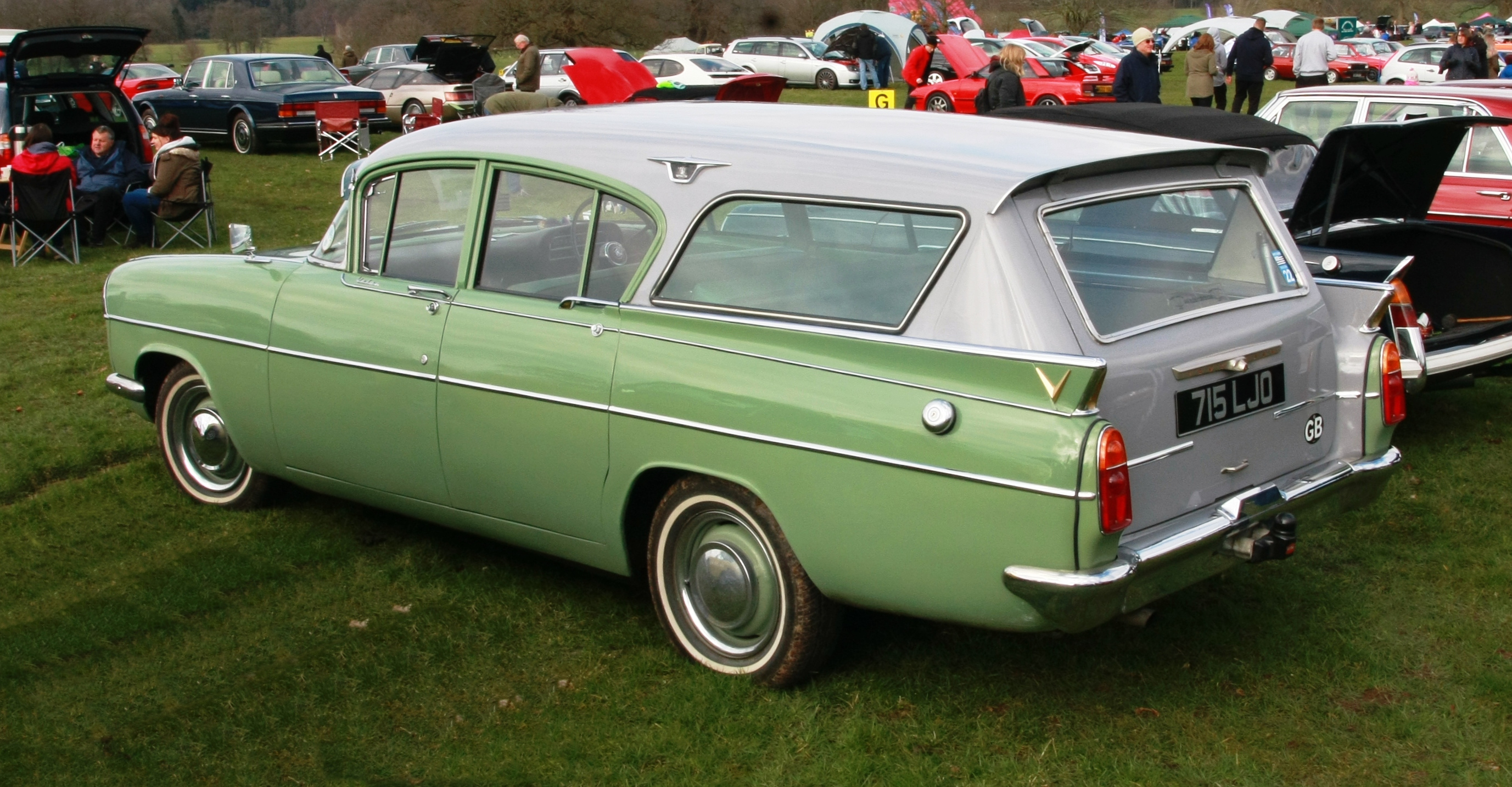
Vauxhall Velox PASX Estate (1961)

### Modell PB (1963–1965)
Im Oktober 1962 wird eine geglättete, etwas größere Karosserie ohne Heckflossen für die beiden Schwestermodelle Velox und Cresta vorgestellt.
Im Oktober 1964 wird das Modell 1965 mit einem breiteren Kühlergrill vorgestellt. Zur selben Zeit wird wahlweise ein neuer Motor mit 3,3 Litern Hubraum angeboten, der das Auto zu einer der schnellsten Limousinen seiner Zeit macht.
Bereits nach 3 Jahren Bauzeit wird das Modell eingestellt und durch die völlig neue PC-Serie ersetzt. Damit endet auch der Name Velox in den Vauxhall-Modellen.